# Esperando nada
Esperando nada es el segundo álbum de la cantante chilena Nicole, lanzado el 22 de noviembre de 1994, y el primero de la artista con la compañía discográfica BMG. Esperando nada fue el disco que llevó a la fama a Nicole, a través de una imagen de niña dulce y a la vez sensual, a cargo de la modelo Estela Mora y Claudia Guzmán.
El disco producido por el argentino Tito Dávila, incluye 12 temas, una mitad inédita compuesta por el chileno Claudio Quiñones, y otras seis versiones, dentro de las que están su primer sencillo, "Sin gamulán", del grupo argentino Los abuelos de la nada, y su segundo sencillo "Esperando nada", del español Antonio Vega. Sin embargo, su sencillo más exitoso fue la inédita "Dame luz", una de las más pedidas del año,[cita requerida] además de ser el tema central de la exitosa teleserie de Canal 13, Amor a domicilio. También contiene una versión acústica de «Extraño ser»; compuesta originalmente por el músico argentino Miguel Zavaleta, el líder de la banda Suéter; sobre la base de la versión del dúo Man Ray.

## Grabación

### Antecedentes
Después de tres años de intensa promoción del álbum Tal vez me estoy enamorando a lo largo de Chile durante los veranos, Nicole se tomó un par de años alejada de los medios para centrarse en sus últimos años de enseñanza media. Durante 1994, la artista con 17 años de vida, presentó a algunas compañías discográficas, cuatro maquetas de canciones las cuales realizó junto a sus colaboradores (amigos músicos), las cuales fueron rechazadas debido a que las compañías buscaban a artistas femeninas con un estilo balada pop, algo parecido a lo que Lucero hacía en México. El estilo pop rock que quería potenciar la artista solo logró cabida en el sello BMG Chile, quienes ofrecieron a la artista un contrato y una envidiable producción musical.

### Composición y grabación
La producción fue dirigida por Tito Dávila, en Madrid, entre julio y septiembre de 1994. Cuenta con doce canciones, de las cuales, solo dos maquetas que la artista presentó al sello, fueron seleccionadas, Dame luz y Sigo buscándote (llamada "En Fin" en las maquetas), estas dos canciones, junto a Mundo perdido, y Con este sol fueron compuestas por el músico chileno Claudio Quiñones.
Durante la selección de canciones, a Nicole se le mostró una variedad de títulos clásicos del rock argentino y español,entre las cuales estaba Sin gamulán, de Los Abuelos de la Nada y Esperando Nada de Antonio Vega. A estas se les sumó el clásico Tres pies al gato de Sergio Castillo (músico), Pancho y Gloria Varona, que también fue interpretado antes por Ana Belén. El resto de canciones la componen la romántica y promocionada Solo el mar, Territorios, Extraño Ser de  Miguel Zavaleta y Cuando yo me transforme de Litto Nebbia con Juan Carlos Ingaramo. Nicole solo colaboró en la composición de Con este sol, donde aparece acreditada. También colaboró en Va a llover y Dame luz, pero esto solo aparece como nota en el folleto del disco.El estilo musical en toda la producción corresponde a un pop rock, con algunas baladas.

### Estilo visual y portada
El disco cuenta con una llamativa e icónica carátula en la que Nicole posa vestida de negro, con largas botas, minifalda y blusa con un medalla en forma de estrella colgando del cuello. Su pelo negro suelto y algo desordenado con una mirada un tanto dulce pero a la vez sagaz. Claramente, el disco refleja un crecimiento y madurez en comparación al álbum anterior, pues acá Nicole experimenta con el género pop rock y una estética mucho más madura pero fresca, algo que se mantendría en su vestuario e imagen en videoclips, giras promocionales en televisión y conciertos en vivo.

## Recepción comercial

### Álbum
En Chile, el álbum a pocas semanas de su publicación, logra la certificación de Disco de oro por más de 15 mil copias vendidas. Finalmente, en 1996, terminando la promoción de la producción, él álbum ya había logrado un Disco de Platino por más de 25 mil copias y un Disco de Platino por más de 75 mil copias venidas. A la fecha no se sabe con claridad cuántos discos ha vendido esta placa, sin embargo, es un reconocido referente a nivel nacional en cuanto a ventas, calidad de producción y estilo, posicionando a Nicole como un ícono de los 90s en Chile y la música popular. El éxito llevó a la compañía a publicar el álbum en España, Argentina, México y Colombia. Actualmente el álbum se encuentra discontinuado, por lo que encontrar uno es sumamente difícil, algo que motivó a la artista a lanzar una reedición en formato vinilo en 2018, de la mano de Sony BMG Chile.

### Sencillos
La canción Sin gamulán, escrita por Andrés Calamaro para su ex banda Los Abuelos de la Nada, fue la elegida para dar inicio a la era promocional de esta placa, canción que fue presentada en el programa estelar de televisión Martes 13 , de Canal 13 en octubre de 1994. Rápidamente el sencillo se volvió un éxito debido a la rotación en radios y transmisión de su videoclip en televisión. Ya a principios de 1995, Nicole lanza el sencillo que da nombre al disco, Esperando Nada, canción del español Antonio Vega, la cual trata sobre la falta de inspiración de los artistas jóvenes. Nicole se refiere a ella como una canción que habla sobre la incertidumbre de la juventud y vida en general, algo que retrata su situación emocional a los 17 años de edad. El video y la canción tuvieron alta rotación en los medios chilenos, logrando posicionarse en el primer lugar de las listas. Esto incentivó a la compañía discográfica a promocionar la placa en España y otras países de América Latina, comenzando con el sencillo Sin Gamulán. 
A mediados de 1995, Dame Luz, tercer sencillo del disco logra ser la canción más escuchada del año y la número 1, por sobre artistas internacionales de la talla de Madonna, que quedaba en segundo lugar con Secret. La alta rotación y el impulso de la teleserie de Canal 13, Amor a domicilio, la cual presentaba Dame Luz en su entrada, hicieron que Nicole lograra una presencia importante en todos los programas de televisión y tema a conversar entre los chilenos. Su figura ya se consideraba sobre expuesta, algo que traería muchos beneficios pero también dificultades. A fines de 1995 Nicole lanza Extraño ser, canción del argentino Miguel Zavaleta, la cual logra buenas posiciones en los rankings, sin embargo, no llega hasta las primeras posiciones como sus tres antecesoras. Extraño ser no tuvo videoclip. Finalmente la era de Esperando Nada termina con el lanzamiento de Sigo buscándote, canción de Claudio Quiñones, la cual no tuvo videoclip, a pesar de que se grabaran imágenes de Nicole en España durante sus giras promocionales, pero la baja rotación, y casi nula rotación, lograron que la canción no tuviera el mismo éxito que las demás. La canción Solo el mar obtuvo buena rotación radial, sin embargo no fue un sencillo oficial; apareció en la banda sonora de la teleserie de 1996, Adrenalina.

## Promoción
Desde su primera aparición tras su receso, Nicole volvió con una imagen distinta, un cambio estético y de estilo de ropa, llamaron la atención de los jóvenes chilenos. Durante la emisión del Programa Martes 13, Nicole cantaba Sin gamulán e iniciaba lo que sería una de las más extensas giras promocionales que haya hecho un artista chileno, pues realizó cientos de entrevistas en TV, radio, prensa escrita, además de mini conciertos, como telonera del grupo La Ley , en Viña del Mar durante el verano de 1995.  
La promoción del disco la llevó también a España, donde se publicaron los sencillos Sin gamulán y Dame luz, consiguiendo una buena rotación radial; entrevistas con medios español y de otros países latinoamericanos, hicieron que Nicole naciera como una estrella con máximo potencial para internacionalizar su carrea, esto con miras a 1996 o 1997, fecha en la que debía publicar su tercer disco y segundo con BMG.

### Gira musical
Durante 1995, Nicole realizó un sinnúmero de presentaciones en vivo, shows  y participaciones en televisión. Esto se extendió hasta la primera mitad de 1996, donde hizo una gira a Centroamérica, presentándose también en el Jaragua Hotel de Santo Domingo, República Dominicana, y también en la trigesimoséptima versión del prestigioso e importante  Festival Internacional de la Canción de Viña del Mar.

### Festival de Viña del Mar
En 1996, Nicole se presenta en el Festival de la Canción de Viña del Mar, si bien, obtuvo buenas críticas por su show, y el público la recibió muy bien, hubo un problema. El programa indicaba seis canciones, de las cuales Nicole sólo cantó cinco e inmeidatamente el animador interviene en el show, para ir a un corte comercial, y Nicole sale del escenario, sin ningún reconocimiento, a pesar de que el público exigía antorcha y una canción más. El tema que faltó en el Show fue "Extraño Ser".
Hay muchas versiones sobre el incidente, que el show obtuvo bajo índice de audiencia televisivo o problemas de relación con la mánager de ese entonces, Estela Mora.

"Después del ensayo, Estela (Mora), que era mi mánager y estaba de jurado ese año, me dice que Eduardo Ravani(el Director) quiere que cante todos los éxitos juntos. Le expliqué que cambiar el orden del show era muy complicado a esa altura con los nervios. Ella se lo confirmó al director, pero hubo una descoordinación. Al llegar al festival había dos órdenes de canciones"..."Ahí cache que a lo mejor él se molestó, pero nunca me dieron una explicación".  Revista Rolling Stone, Edición Nº 140, Chile, Noviembre de 2009.

### Polémicas y distanciamiento con la prensa
Luego de la bullada presentación en Viña, Nicole comienza a recibir una ola de ataques por parte de la prensa, titulares un tanto machistas de la época, rumores y malos entendidos hicieron que Nicole se alejara de los medios, irse a vivir al campo y pensar en las letras de su próximo disco, el cual se postergaría para 1997.
Durante esta época, Nicole cambió su look, decolorando su larga cabellera a un rubio platinado.

## Lista de canciones
| N.º   | Título                    | Escritor(es)                                  | Duración |  |
| 1.    | «Mundo perdido»           | Claudio Quiñones                              | 4:17     |  |
| 2.    | «Dame luz»                | Claudio Quiñones                              | 5:00     |  |
| 3.    | «Esperando nada»          | Antonio Vega                                  | 4:14     |  |
| 4.    | «Sin gamulán»             | Andrés Calamaro                               | 3:45     |  |
| 5.    | «Territorios»             | Tito Dávila, Cecilia Toussaint                | 3:54     |  |
| 6.    | «Va a llover»             | Claudio Quiñones                              | 4:38     |  |
| 7.    | «Extraño ser»             | Miguel Zavaleta                               | 3:42     |  |
| 8.    | «Sigo buscándote»         | Claudio Quiñones                              | 5:02     |  |
| 9.    | «Sólo el mar»             | Francis Amat, Alfredo Mesa                    | 4:48     |  |
| 10.   | «Cuando yo me transforme» | Litto Nebbia, Juan Carlos Ingáramo            | 2:16     |  |
| 11.   | «Tres pies al gato»       | Sergio Castillo, Pancho Varona, Gloria Varona | 4:17     |  |
| 12.   | «Con este sol»            | Claudio Quiñones, Nicole                      | 3:25     |  |
| 49:04 |                           |                                               |          |  |

El álbum fue mezclado por el ingeniero y productor Barry Sage.

### Créditos y personal
- Nicole: voz principal, colaboradora en la composición de las canciones "Dame luz" y "Va a llover"
- Tito Dávila: productor musical, teclados, guitarras adicionales, coros, programaciones
- Tito Fargo: Guitarra líder
- Julio Diez: Batería

### Músicos adicionales
- Michel Salomon: Guitarra en "Va a llover" (solo), "Territorios", "Tres Pies al gato" y "Solo el mar".
- Pablo Roux: Saxo alto en "Sin gamulán".
- Francisco García: Saxo tenor en "Sin gamulán"
- Francis Amat: Piano, programación y coros en "Solo el mar", programación en "Territorios"

### Mezclas y grabaciones
- Bases grabadas en Estudios Circus por Marcos Sanz y Rubén Repollet.
- Voces y overdubs grabadas por Barry Sage y Marcos Sanz en Estudios Fairlight, Madrid, España.
- Mezclas realizadas por Barry Sage en Estudios Fairlight, Madrid, España.
- Masterización y edición final a cargo de Mario Breuer, en los Estudios Soundesigner, La Lucila, Buenos Aires, Argentina

### Concepto visual
- Concepto visual: Estela Mora y Claudia Guzmán
- Fotografía: Julio Donoso
- Diseño Gráfico: Meric & Fuentes.

Agradecimientos a Alejo Stivel, Rossana Giroti, Harabel's, Harley Davidson, Baux, Octavio Pizarro, Marcia Duery, Tony Price, Mario Salazar y Eduarrdo Lyon.
- Mánager: Estela Mora
- Compañías discográficas: RCA, BMG 1994-1995
- Compañías discográficas: Sony BMG Solo Edición vinilo en 2018, Chile.

## Premios y nominaciones
- El primer sencillo “Sin Gamulán” llega al número uno radial.
- Disco de Oro por más de 15 000 copias vendidas de “Esperando Nada”
- Disco de Platino por más de 25 000 copias vendidas de “Esperando Nada”
- Su segundo sencillo “Esperando Nada” alcanza el número uno de las listas.
- Su tercer sencillo “Dame Luz” fue la canción chilena más programada del año.
- Premio Ocho magníficos de Radio Aurora.
- Premio Diario La Tercera Artista del Año.
- Nominación Premio APES mejor video.
- Nominación Premio APES mejor disco.
- Nominación Premio APES mejor solista femenina.
- Premio Top Music Mejor Solista Femenina.
- Triple disco de platino por más de 75 000 copias vendidas.
- Nicole se presenta en el Festival de Viña del Mar.
- Nicole realiza gira promocional a España
- Nicole debuta en vivo en República Dominicana. Just Like Heaven (Live @ República Dominicana 1996)
- Nicole se convierte en un ícono de los años 90 en Chile.